# Polskie Stowarzyszenie na rzecz Osób z Niepełnosprawnością Intelektualną
Polskie Stowarzyszenie na rzecz Osób z Niepełnosprawnością Intelektualną (PSONI) – pozarządowa, samopomocowa, niedochodowa organizacja społeczna, zajmująca się pomocą dzieciom, młodzieży i osobom dorosłym z niepełnosprawnością intelektualną.

## Opis
Powstała w 1991 roku, po oddzieleniu się od Towarzystwa Przyjaciół Dzieci specjalistycznej struktury o nazwie Komitet i Koła Pomocy Dzieciom Specjalnej Troski – pierwszego w Europie Środkowo-Wschodniej ogólnokrajowego ruchu rodziców reprezentujących interesy dzieci specjalnej troski.
Zasadniczym celem statutowym organizacji jest działanie na rzecz wyrównywania szans osób z niepełnosprawnością intelektualną, tworzenia warunków przestrzegania wobec nich praw człowieka, prowadzenia ich ku aktywnemu uczestnictwu w życiu społecznym oraz wspieranie ich rodzin (za Statutem).
Od 1970 roku organizacja jest członkiem Międzynarodowej Ligi Stowarzyszeń na rzecz Osób z Upośledzeniem Umysłowym – (ang. ILSMH, obecnie Inclusion International). W kręgu organizacji powstał tzw. system stargardzki, służący wspieraniu osób z niepełnosprawnością intelektualną.
Od czerwca 2016 roku prezesem Zarządu Głównego PSONI jest Monika Zima-Parjaszewska, a prezesem honorowym była – Krystyna Mrugalska, wieloletnia prezes PSONI.
W związku z uchwałą z dnia 19 września 2015 roku,  Polskie Stowarzyszenie na rzecz Osób z Upośledzeniem Umysłowym w marcu 2016 roku zmieniło nazwę na Polskie Stowarzyszenie na rzecz Osób z Niepełnosprawnością Intelektualną.
Stowarzyszenie od 2005 roku posiada status organizacji pożytku publicznego.

## Odznaczenia
- Odznaka honorowa „Za Zasługi dla Ochrony Praw Człowieka” (2013)[4]